# Championnats d'Europe de VTT 2011
Navigation
Édition précédente Édition suivante
Les championnats d'Europe de VTT 2011 pour le VTT cross-country ont lieu du 4 au 7 août à Dohňany en Slovaquie. Ils sont organisés par l'Union européenne de cyclisme.

## Résultats

### Cross-country
| Épreuve                | Vainqueur                                                        | Deuxième                                                             | Troisième                                                                       |
| ---------------------- | ---------------------------------------------------------------- | -------------------------------------------------------------------- | ------------------------------------------------------------------------------- |
| Hommes                 | Jaroslav Kulhavý                                                 | Julien Absalon                                                       | Florian Vogel                                                                   |
| Hommes                 | 1 h 45 min 39 s                                                  | + 24 s                                                               | + 1 min 05 s                                                                    |
| Femmes                 | Gunn-Rita Dahle                                                  | Maja Włoszczowska                                                    | Tanja Žakelj                                                                    |
| Femmes                 | 1 h 33 min 51 s                                                  | + 33 s                                                               | + 58 s                                                                          |
| Hommes moins de 23 ans | Gerhard Kerschbaumer                                             | Henk Jaap Moorlag                                                    | Thomas Litscher                                                                 |
| Hommes moins de 23 ans | 1 h 20 min 26 s                                                  | + 34 s                                                               | + 50 s                                                                          |
| Femmes moins de 23 ans | Julie Bresset                                                    | Annie Last                                                           | Elisabeth Sveum                                                                 |
| Femmes moins de 23 ans | 1 h 18 min 26 s                                                  | + 52 s                                                               | + 3 min 53 s                                                                    |
| Hommes juniors         | Jens Schuermans                                                  | Grant Ferguson                                                       | Maxime Urruty                                                                   |
| Hommes juniors         | 1 h 09 min 32 s                                                  | + 34 s                                                               | + 1 min 08 s                                                                    |
| Femmes juniors         | Jolanda Neff                                                     | Linda Indergand                                                      | Johanna Techt                                                                   |
| Femmes juniors         | 1 h 07 min 52 s                                                  | + 28 s                                                               | + 1 min 08 s                                                                    |
| Relais mixte           | France Fabien Canal Victor Koretzky Julie Bresset Maxime Marotte | Suisse Thomas Litscher Lars Forster Nathalie Schneitter Martin Gujan | Italie Marco Aurelio Fontana Gerhard Kerschbaumer Lorenzo Samparisi Eva Lechner |
| Relais mixte           | 53 min 18 s                                                      | + 2 s                                                                | + 33 s                                                                          |